# A kutya (festmény)
A kutya (El Perro) Goya spanyol festő alkotása, mely jelenleg a madridi Prado gyűjteményében látható. A Kutya a festő fekete festmények néven ismertté vált sorozatának darabja, melyet 1819 és 1823 között festett a Madridhoz közeli Quinta del Sordó-ban.

## A festmény
A többi fekete festményhez hasonlóan ezt is 1873-74-ben helyezték át vászonra Salvator Martinez Cubells a madridi Prado kurátora felügyelete mellett. A vásznakat báró Emile d'Erlanger adományozta 1881-ben a spanyol államnak.
Ha Goya adott is címet a fekete festményeinek, soha nem árulta el, mik azok. A jelenleg ismert címeket halála után adták nekik. A kutya című alkotása ismert Kutyafej, Eltemetett kutya, Félig vízbe fulladt kutya, Félig elmerült kutya címekkel is. A köznyelvben Goya kutyája néven ismert.
A festmény két egyenlőtlen részre osztható. A felső piszkos okker színű „égbolt”ra és egy kisebb lejtős sötétbarna részre, melynek alsó részén egy kutyának a feje látható. Orrát és tekintetét felfelé emeli, szemei aggodalmat tükröznek. Goya egyetlen másik alkotásán sem alkalmazott olyan radikális ábrázolásmódot, mint A kutyán: a festmény főszereplője, a kutya, szinte elveszik a képen, melyet a világos háttér és a sötét fenyegető előtér ural. A kompozíció jelentős részén semmilyen felismerhető alak, forma vagy tárgy nem ismerhető fel.
Goya rejtélyes ábrázolását számtalan értelmezés próbálta megfejteni. Gyakran az ember rosszindulatú erők elleni hiábavaló harcának szimbolikus ábrázolásaként értelmezik. A kutyát takaró sötétbarna részt földnek, futóhomoknak vélik, melybe a kutya el lett ásva, ahonnan nem tud szabadulni, s tekintetét felemelve elcsüggedve vár a soha el nem érkező isteni beavatkozásra. A festmény legnagyobb részét elfoglaló „ég” felerősíti a kutya elszigeteltségét és helyzetének kilátástalanságát. Mások úgy vélik, hogy a kutya szemeiben a félelem tükröződik valamitől, ami a festményen kívül van. Vagy Goya festménye nem más, mint az elhagyatottság, a magány és a nélkülözés érzésének metaforája. Rboert Hughes szerint „Nem tudjuk, mit jelent, de pátosza a narratíva alatti szinten mozgat meg bennünket.”

## Fogadtatása
A fekete festményeket Goya nem megrendelésre készítette és nem is a nyilvánosságnak szánta. A nagyközönség csak jóval halála után láthatta először. Antonio Saura spanyol festő „a világ legszebb képének” tartotta. Rafael Canogar „vizuális költeményként” jellemezte és a nyugati világ első szimbolista festményeként hivatkozott rá. Picasso nagy tisztelője volt a Fekete festményeknek. Joan Miró a Pradóban tett utolsó látogatásakor két festmény szeretett volna látni: Goya A kutya és Velázquez Az udvarhölgyek (1656) című művét. Manuel Mena a Prado kurátora úgy nyilatkozott, hogy „nincs a világon egyetlen kortárs festő sem, aki ne imádkozna »A kutya« előtt”.

## Hatása

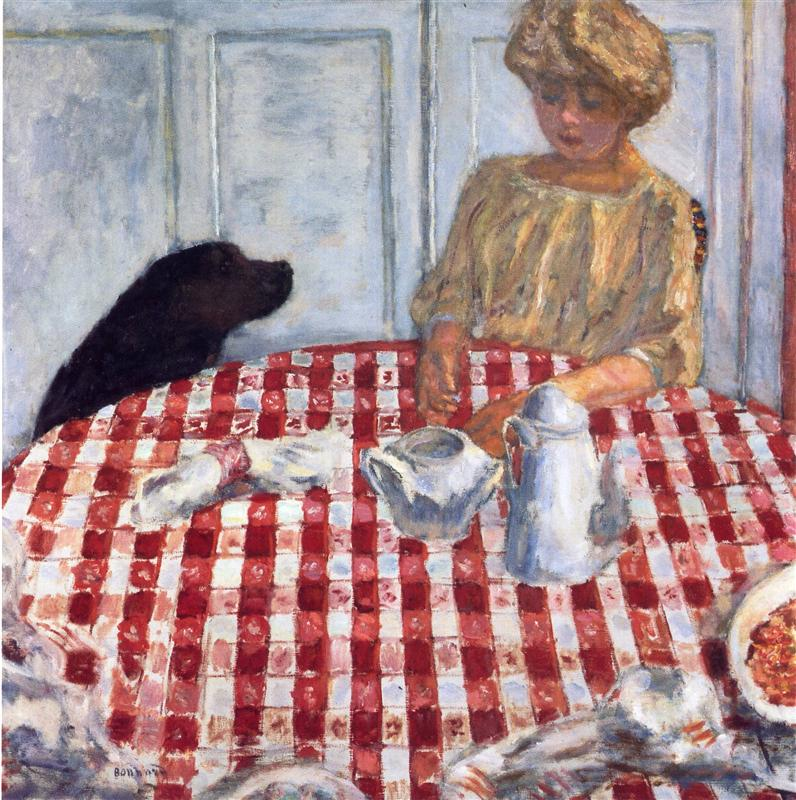
Pierre Bonnard: A vörös kockás abrosz (1910, olaj, vászon)

Goya festményének hatása tetten érhető Pierre Bonnard francia festő A vörös kockás abrosz (1910) című festményén, melynek vidám és felhőtlen hangulata mintegy ellenpontja az ihletadó fenyegető és misztikus alkotásnak. 
Bonnard művének egy részlete látható Déry Tibor Niki című kisregényének 1957-es olaszországi kiadásán. Az írás Olaszországban Niki – Storia Di Un Cane cím alatt jelent meg.
Michael Nyman és Victoria Hardie Facing Goya című operájának kezdő sora („Homokban fulladozó kutyák”) a festményre utal.